# Gaternissekreek
De Gaternissekreek is een restant van een voormalige zeegeul die via het Jonkvrouwengat in verbinding stond met IJzendijke.
De huidige Gaternissekreek kronkelt door de Oranjepolder in noordelijke richting en passeert Sasput en Slijkplaat, om vervolgens uit te komen in de Tragel, welke iets voorbij Nummer Eén door een gemaal uitwatert op de Westerschelde.
De kreek is vernoemd naar het verdwenen dorp Gaternisse.